# Bundesamt für Justiz (Deutschland)

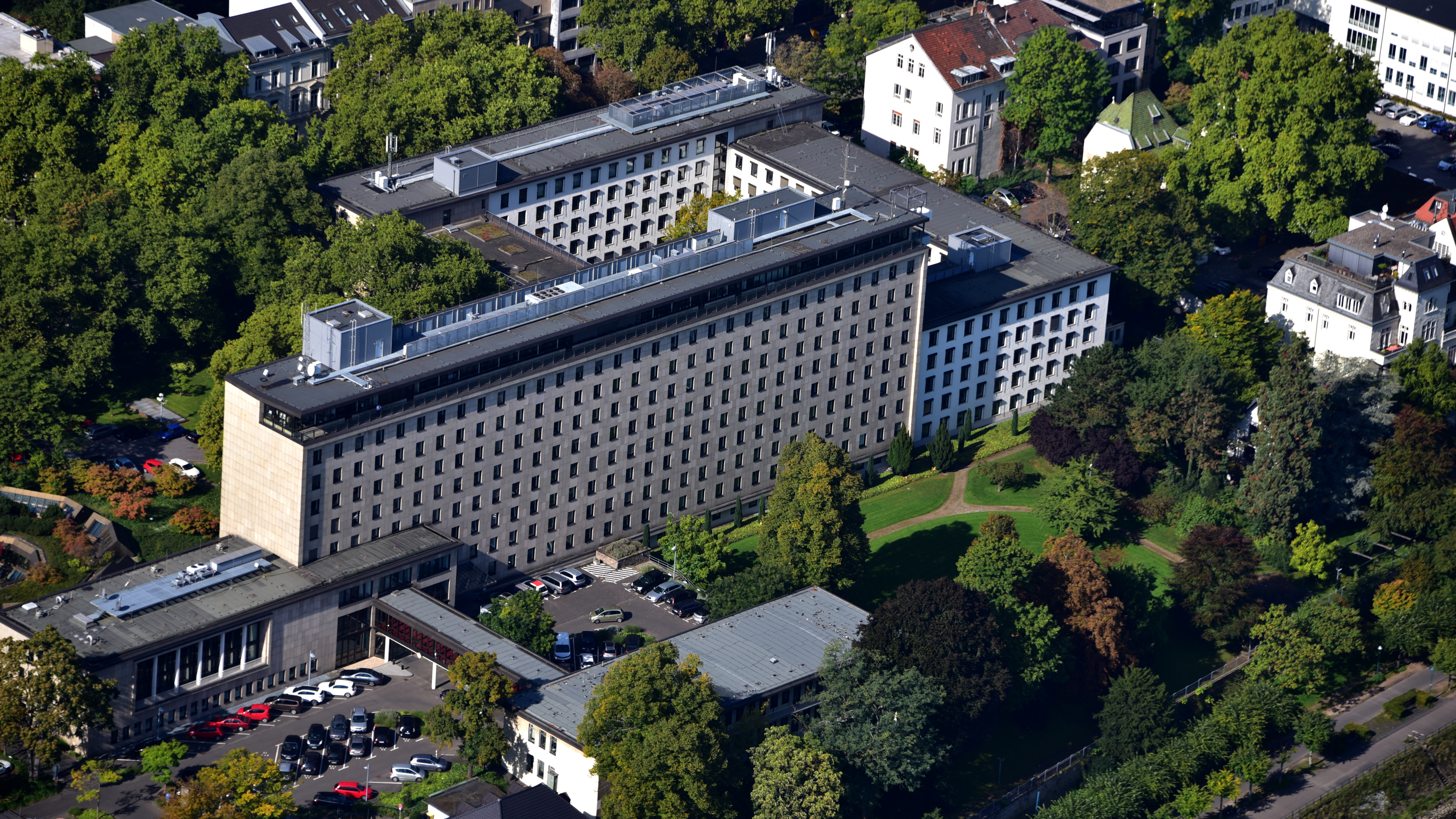
Bundesamt für Justiz, Bonn, Luftaufnahme (2017)

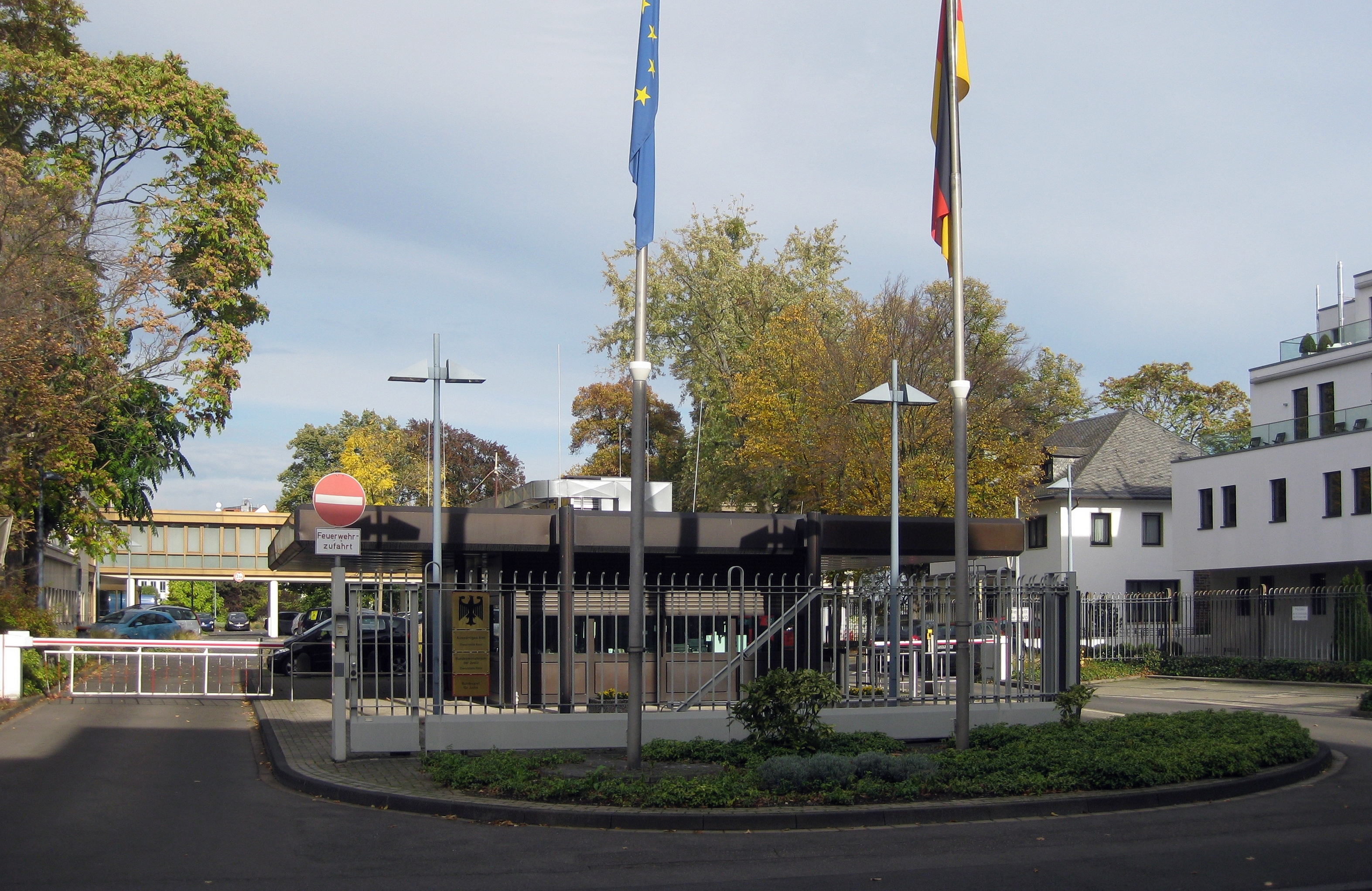
Bundesamt für Justiz, Einfahrt (2012)

Das Bundesamt für Justiz (BfJ) ist eine deutsche Bundesoberbehörde, die seit 2007 als Zentralstelle Registeraufgaben (frühere Zuständigkeit oblag dem Generalbundesanwalt beim Bundesgerichtshof) und Aufgaben im Rahmen des internationalen Rechtsverkehrs wahrnimmt. Ferner konzentriert sich die Verfolgung bestimmter Ordnungswidrigkeiten beim BfJ. Es untersteht der Fachaufsicht des Bundesministeriums der Justiz und für Verbraucherschutz (BMJV) und hat mehr als 1200 Mitarbeiter. Der Dienstsitz des BfJ befindet sich in der Bundesstadt Bonn.
Das Bundesamt für Justiz wurde zum 1. Januar 2007 auf der Grundlage des Gesetzes zur Errichtung und zur Regelung der Aufgaben des Bundesamts für Justiz vom 17. Dezember 2006  gegründet.
In völkerrechtlichen Verträgen und in EU-Rechtsakten ist in zunehmendem Maße die Verpflichtung für Vertrags- bzw. Mitgliedstaaten enthalten, eine zentrale Anlaufstelle zu benennen. Im Rahmen des Europäischen Justiziellen Netzes ist eine nationale Kontaktstelle für den grenzüberschreitenden Verkehr anzugeben. Daneben fehlte für die durch nationale Gesetze angeordnete Überwachung und für den Vollzug von bestimmten Auflagen eine für das Bundesgebiet zentral zuständige Behörde. Einige dieser Aufgaben sind früher vom Generalbundesanwalt beim Bundesgerichtshof wahrgenommen worden oder sie sind direkt im Bundesministerium der Justiz erfüllt worden. Zweck der Errichtung des Bundesamts war die Neuorganisation der Bundesjustizverwaltung durch Schaffung einer zentralen Dienstleistungsbehörde (§ 1 Abs. 1 BfJG).

## Aufgaben
Zu den Aufgaben des Bundesamts gehören unter anderem
- die Wahrnehmung internationaler familienrechtlicher Angelegenheiten, z. B. nach dem Auslandsunterhaltsgesetz, dem UN-Unterhaltsübereinkommen von 1956, mehreren Sorgerechtsübereinkommen und dem Haager Adoptionsübereinkommen,
- Aufgaben im Bereich des Registerwesens, z. B. Bundeszentralregister (BZR), Gewerbezentralregister (GZR), Zentrales Staatsanwaltschaftliches Verfahrensregister (ZStV),
- Aufgaben des internationalen Rechtsverkehrs, z. B. als Zentralstelle im Rahmen des Europäischen Justiziellen Netzes,
- Durchführung kriminologischer Forschung in Zusammenarbeit mit der Kriminologischen Zentralstelle und Aufgaben der Kriminalprävention,
- die Verfolgung und Ahndung von Ordnungswidrigkeiten, z. B. bei Verstößen gegen das Gesetz gegen den unlauteren Wettbewerb,
- Aufgaben der allgemeinen Justizverwaltung, z. B. als Vollstreckungsbehörde für die bei den Gerichtshöfen des Bundes entstehenden Forderungen,
- die behördliche Schlichtung im Luftverkehr nach Luftverkehrsgesetz und
- Unterstützung des Bundesministeriums der Justiz bei der Durchführung der Verkündungen und Bekanntmachungen im Bundesgesetzblatt Teil I und Teil II und im Bundesanzeiger und der Durchführung der automatisierten Normendokumentation.

### Kompetenzzentrum Rechtsinformationssystem des Bundes
Seit dem 1. Januar 2013 hat im Bundesamt das Kompetenzzentrum Rechtsinformationssystem des Bundes die Arbeit aufgenommen. Es koordiniert die Dokumentation von Gesetzen und Verordnungen des Bundes sowie von Entscheidungen des Bundesverfassungsgerichts und anderer Bundesgerichte und sorgt für die Bereitstellung dieser Informationen für die Öffentlichkeit. Dazu werden in Zusammenarbeit mit Juris die kostenlos zugänglichen Rechtsinformationssysteme Gesetze-im-Internet und Rechtsprechung-im-Internet bereitgestellt.

### Errichtung einer externen Meldestelle des Bundes für Hinweisgeber
Die EU-Richtlinie 2019/1937 und das am 2. Juni 2023 im Bundesgesetzblatt verkündete und am 2. Juli 2023 in Kraft getretene Gesetz für einen besseren Schutz hinweisgebender Personen (Hinweisgeberschutzgesetz – HinSchG) verpflichtet den Bund zur Einrichtung einer externen Meldestelle des Bundes für Hinweisgeber. Die Meldestelle wird beim BfJ eingerichtet. Die Aufgaben der externen Meldestelle des Bundes werden unabhängig von den sonstigen Aufgaben des BfJ wahrgenommen (§ 19 HinSchG). Ihre Arbeitsweise ist in der HEMBV geregelt.

## Amtsleitung
Das Bundesamt für Justiz wird durch seinen Präsidenten geleitet. Dieser wird durch den Vizepräsidenten vertreten.

### Präsidenten
1. Gerhard Fieberg (1. Januar 2007 bis 31. Dezember 2011)
2. Heinz-Josef Friehe (1. Januar 2012 bis 31. Dezember 2020)
3. Veronika Keller-Engels (seit 1. Januar 2021)[1]

### Vizepräsidenten
1. Hans-Michael Veith (Januar 2007 bis Februar 2012)
2. Winfried Schreiber (April 2012 bis Mai 2013)
3. Karin Storm (Mai 2013 bis Mai 2015)
4. Joachim Pfeiffer (November 2015 bis 2021)[11]
5. Jan Versteegen (seit 1. Januar 2022)[1][12]